# Váradi Tibor
Váradi Tibor (Budapest, 1975. augusztus 16.) magyar természetgyógyász, író, vallásbölcsész, előadó.

## Munkássága
Vallásbölcsészeti és filozófiai végzettségét kamatoztatva 1995 óta tartja heti rendszerességgel előadásait – öngyógyítás, természetes életmód, önismeret, filozófia és vallásbölcsészet témakörökben. Természetgyógyászati tanulmányait a vizuális diagnosztika, kineziológia, kiropraktika, masszázstechnikák, stb. területein folytatta.
Új hozzáállásra hívja fel a figyelmet azzal, hogy az embert, mint test-lélek-szellem hármasságát vizsgálja. Szükségesnek tartja ezen ismeretek terjesztését, közérthető módon megvalósítható módszereket kínálva egy harmonikusabb, teljesebb élethez.
A Napfényes Élet Alapítvány alapítója; annak szervezésében végzi munkáját, az alapítvány adja ki és gondozza kiadványait.
Kezdeményezésére az alapítvány karitatív tevékenységeket végez, hajléktalanoknak étel és ruhaosztás, erdőtakarítás és kórházlátogatás formájában.

## Médiaszereplések

#### Tévé- és rádióműsorok
Rendszeres szereplője tévé- és rádióműsoroknak: Danubius Rádió, Petőfi Rádió, RTL Klub, FIX TV, Főnix TV.

## Elismerései, díja
2009-ben megkapta az Év természetgyógyásza díjat, amit a természetgyógyászat, egészséges életmód, ezotéria területén kiemelkedő tevékenységet folytató szakembereknek adományoznak. Váradi Tibort az indoklás szerint természetgyógyászati és ezoterikus oktatói, illetve írói munkásságáért ismerték el.

## Művei
Könyvei vallásbölcsészeti és természetgyógyászati témakörben, illetve más írásai az evangéliumokat értelmezik hagyományos és újfajta megközelítésben jelentek meg. A Népbetegségek megelőzése és szelíd gyógymódjai sorozat részletesen foglalkozik a népbetegségekkel, segítve a gyógyulás útjainak megvalósítását.
- Máté Evangéliuma (Napfényes Élet Alapítvány, 2001)[10]
- Máté evangéliuma a szellemtudomány fényében (Napfényes Élet Alapítvány, 2003)[11]
- Márk evangéliuma a szellemtudomány fényében (Napfényes Élet Alapítvány, 2002)[12]
- Lukács evangéliuma  a szellemtudomány fényében (Napfényes Élet Alapítvány, 2002)[13]
- János evangéliuma  a szellemtudomány fényében (Napfényes Élet Alapítvány, 2002)[14]
- Népbetegségek megelőzése és szelíd gyógymódjai 1. rész (Napfényes Élet Alapítvány, 2003)[15]
- Népbetegségek megelőzése és szelíd gyógymódjai 2. rész (Napfényes Élet Alapítvány, 2004)[16]
- Népbetegségek megelőzése és szelíd gyógymódjai 3. rész (Napfényes Élet Alapítvány, 2005)[17]
- Szellemtudomány - Az ember és a létezés titkai (Napfényes Élet Alapítvány, 2006)[18]
- Szellemtudomány - A tudati lélek korának titkai 2. rész (Napfényes Élet Alapítvány, 2008)[19]
- Szellemtudomány - A bölcsesség és a szeretet útja 3. rész (Napfényes Élet Alapítvány, 2009)[20]
- Az egészséges életmód alapjai (3 rész, megjelent 2004-től) – összegyűjtött írások természetes életmód témában[21][22][23]
- „Isten, áldd meg a magyart” (4 rész, megjelent 2004-től) – összegyűjtött írások magyarságtudományi témában[24][25][26][27]
- Fény és gyöngy - Lélekemelő imák és versek - 2013 Társszerző: Gera Olga.)[28]
- Félelem – hit – gyógyulás (Saxum Kiadó Kft., 2005. Társszerzők: Popper Péter és Domján László)[29]
- Megbetegítő lélek (Saxum Kiadó Kft., 2006. Társszerzők: Horváth Zoltán és Popper Péter)[30]
- Világokon át – barangolás a metafizika birodalmában (Pilis Print Kiadó, 2007)[31]
- Lélektől lélekig (Napfényes Élet Alapítvány, 2018)[32]
- Hála, öröm, boldogság - A kiteljesedett élet titkai (Napfényes Élet Alapítvány, 2019)[33]

## Publikációk
Publikációi jelennek meg többek közt a következő magazinokban, folyóiratokban: Manifesztum című kiadványban, Bioinfó, Elixír magazin, Zöld Újság,  Ezo-tér magazin